# Зимние Азиатские игры 1996
3-е зимние Азиатские игры проходили в китайском городе Харбине в феврале 1996 года. Первоначально планировалось, что игры состоятся в 1995 году в КНДР, но не смогла выполнить обязательств страны-организатора. В итоге спортивное мероприятие было перенесено на следующий год в КНР.
На играх впервые приняли участие новые независимые государства: Казахстан, Кыргызстан, Таджикистан и Узбекистан. Общее число стран-участниц составило 17.
По восьми видам спорта проводились соревнования, по одному — показательные выступления. Впервые был представлен такой вид спорта как фристайл.

## Талисман
Официальным талисманом Азиады-1996 стал персонаж по имени Дуду, который создан по образу горошины.

## Страны-участницы
| - Гонконг - Индия - Иран - Казахстан - Китай - Республика Корея - Кувейт - Кыргызстан - Ливан | - Макао - Монголия - Пакистан - Таджикистан - Таиланд - Китайский Тайбэй - Узбекистан - Япония |

## Виды спорта
- Биатлон
- Горнолыжный спорт
- Конькобежный спорт
- Лыжные гонки
- Прыжки с трамплина (показательные выступления)
- Фигурное катание
- Фристайл
- Хоккей
- Шорт-трек

## Результаты соревнований

### Биатлон
Мужчины
| Дисциплина                 | Золото                                                                   | Серебро         | Бронза                                          |
| Спринт 10 км               | Дмитрий Пантов                                                           | Валерий Иванов  | Тань Хунбинь                                    |
| Индивидуальная гонка 20 км | Валерий Иванов                                                           | Михаил Лепёшкин | Дмитрий Пантов                                  |
| Эстафета 4×7,5 км          | Казахстан Сергей Абдукаров Валерий Иванов Михаил Лепёшкин Дмитрий Пантов | Япония          | Китай Лу Лян Су Пэйшань Сун Либинь Тань Хунбинь |

Женщины
| Дисциплина                 | Золото                                               | Серебро          | Бронза   |
| Спринт 7,5 км              | Инна Шешкиль                                         | Ван Цзиньфэнь    | Юй Шумэй |
| Индивидуальная гонка 15 км | Инна Шешкиль                                         | Маргарита Дулова | Юй Шумэй |
| Эстафета 4×7,5 км          | Китай Ван Цзиньфэнь Лю Цзиньфэнь Сун Айцинь Юй Шумэй | Казахстан        |          |

### Горнолыжный спорт
Мужчины
| Дисциплина        | Золото      | Серебро     | Бронза         |
| Гигантский слалом | Кэнта Ураки | Хо Сын Ук   | Пён Чен Мун    |
| Супергигант       | Пён Чен Мун | Кэнта Ураки | Адзуми Таджима |

Женщины
| Дисциплина        | Золото         | Серебро        | Бронза         |
| Гигантский слалом | Ольга Ведяшева | Фумиё Уэмура   | Томоми Сато    |
| Супергигант       | Фумиё Уэмура   | Ольга Ведяшева | Дзюнко Ямакава |

### Конькобежный спорт
Мужчины
| Соревнование | Золото           | Серебро           | Бронза           |
| ------------ | ---------------- | ----------------- | ---------------- |
| 500 м        | Егаль Сунъёль    | Такахиро Хамамити | Ким Юн Ман       |
| 1000 м       | Юсукэ Имаи       | Ким Юн Ман        | Вадим Шакшакбаев |
| 1500 м       | Юсукэ Имаи       | Синъя Танака      | Сергей Цыбенко   |
| 5000 м       | Мицуру Ватанабэ  | Дайго Мияки       | Евгений Санаров  |
| 10 000 м     | Сигэкадзу Нэмото | Радик Бикчентаев  | Евгений Санаров  |

Женщины
| Соревнование | Золото            | Серебро     | Бронза       |
| ------------ | ----------------- | ----------- | ------------ |
| 500 м        | Ван Маньли        | Сюэ Жуйхун  | Цзинь Хуа    |
| 1000 м       | Чхон Хи Чу        | Аки Тоноикэ | Тихиро Монда |
| 1500 м       | Людмила Прокашёва | Аки Тоноикэ | Эрико Сэо    |
| 3000 м       | Людмила Прокашёва | Эрико Сэо   | Саори Игами  |

### Лыжные гонки
Мужчины
| Дисциплина                | Золото                                                              | Серебро         | Бронза          |
| 10 км классическим стилем | Павел Рябинин                                                       | Владимир Борцов | Пак Бён Чхоль   |
| 15 км свободным стилем    | Павел Рябинин                                                       | Цюй Дунхай      | Владимир Борцов |
| Эстафета 4×10 км          | Казахстан Владимир Борцов Самат Мусин Андрей Невзоров Павел Рябинин | Япония          | Китай           |

Женщины
| Дисциплина               | Золото                                               | Серебро                                                 | Бронза          |
| 5 км классическим стилем | Оксана Яцкая                                         | Сумико Ёкояма                                           | Елена Чернецова |
| 10 км свободным стилем   | Сумико Ёкояма                                        | Юй Шумэй                                                | Го Дунлин       |
| Эстафета 4×5 км          | Китай Ван Цзиньфэнь Го Дунлин Луань Чжэнжун Юй Шумэй | Казахстан Елена Чернецова Светлана Шишкина Оксана Яцкая | Япония          |

### Прыжки с трамплина
Мужчины
| Дисциплина          | Золото                                                     | Серебро            | Бронза                                          |
| Нормальный трамплин | Дмитрий Чвыков                                             | Александр Колмаков | Хитоси Сакураи                                  |
| Команда             | Казахстан Александр Колмаков Максим Полунин Дмитрий Чвыков | Япония             | Китай Ван Шуанлун Лю Шумин Пу Сюэфэн Сюй Синван |

### Фигурное катание
| Категория                 | Золото                                              | Серебро                                  | Бронза                       |
| Мужское одиночное катание | Го Чжэньсинь                                        | Чжан Минь                                | Ли Ся                        |
| Женское одиночное катание | Чэнь Лу                                             | Татьяна Малинина                         | Фумиэ Сугури                 |
| Парное катание            | Китай Чжао Хунбо Шэнь Сюэ                           | Казахстан Андрей Крюков Марина Халтурина | Китай Лю Бинян Сунь Бао      |
| Танцы на льду             | Казахстан Дмитрий Казарлыга Елизавета Стекольникова | Япония Хироси Танака Ая Каваи            | Китай Цао Сяньмин Чжан Вэйна |

### Фристайл
Акробатика
| Дисциплина | Золото      | Серебро      | Бронза        |
| Мужчины    | Оу Сяотао   | Фэй Дунпэн   | Сергей Бренер |
| Женщины    | Го Даньдань | Сюй Наньнань | Инь Хун       |

### Хоккей
| Турнир  | Золото | Серебро | Бронза    |
| Мужчины | Казахстан · Сергей Могильников · Ерлан Сагымбаев · Андрей Райский · Александр Филиппов · Сергей Кислицын · Андрей Пчеляков · Игорь Медведев · Владимир Антипин · Андрей Самохвалов · Андрей Сингелеев · Дмитрий Дударев · Владимир Антипин · Андрей Савенков · Сергей Антипов · Олег Коваленко · Владимир Завьялов · Владимир Бородулин · Виктор Федорченко | Япония  | Китай     |
| Женщины | Китай | Япония  | Казахстан |

### Шорт-трек
Мужчины
| Соревнование    | Золото                                                            | Серебро     | Бронза       |
| --------------- | ----------------------------------------------------------------- | ----------- | ------------ |
| 500 м           | Ли Цзяцзюнь                                                       | Ким Дон Сун | Чжан Хунбо   |
| 1000 м          | Чхэ Джи Хун                                                       | Сон Джэ Кун | Ким Дон Сун  |
| 1500 м          | Ли Цзяцзюнь                                                       | Чхэ Джи Хун | Ли Джун Хван |
| 3000 м          | Чхэ Джи Хун                                                       | Ким Дон Сун | Сон Джэ Кун  |
| Эстафета 5000 м | Республика Корея Ким Дон Сун Ким Сон Тхэ Ли Джун Хван Чхэ Джи Хун | Япония      | Китай        |

Женщины
| Соревнование    | Золото                                             | Серебро                                                   | Бронза          |
| --------------- | -------------------------------------------------- | --------------------------------------------------------- | --------------- |
| 500 м           | Ван Чуньлу                                         | Сунь Даньдань                                             | Ян Ян (S)       |
| 1000 м          | Чон Ли Гён                                         | Вон Хе Гён                                                | Икуэ Тэсигавара |
| 1500 м          | Ян Ян (A)                                          | Чон Ли Гён                                                | Ким Юн Ми       |
| 3000 м          | Ким Юн Ми                                          | Вон Хе Гён                                                | Чон Ли Гён      |
| Эстафета 3000 м | Китай Ван Чуньлу Сунь Даньдань Ян Ян (A) Ян Ян (S) | Республика Корея Ан Сан Ми Вон Хе Гён Ким Со Хи Ким Юн Ми | Япония          |

## Медальный зачёт
| Место | Страна           | Золото | Серебро | Бронза | Всего |
| ----- | ---------------- | ------ | ------- | ------ | ----- |
| 1     | Казахстан        | 16     | 10      | 8      | 34    |
| 2     | Китай            | 14     | 8       | 16     | 38    |
| 3     | Республика Корея | 8      | 10      | 8      | 26    |
| 4     | Япония           | 7      | 15      | 11     | 33    |
| 5     | Узбекистан       | 0      | 1       | 1      | 2     |
| Всего | Всего            | 45     | 44      | 44     | 133   |